# レマン湖
レマン湖（レマンこ、仏: Lac Léman） は、スイスとフランスにまたがる、三日月型の湖。中央ヨーロッパにおいては、ハンガリーのバラトン湖に次いで、2番目に大きい。面積の約2/5がフランス（オート＝サヴォワ県）に属し、約3/5がスイス（ヴォー州、ジュネーヴ州、ヴァレー州）に属す。英語での名称はジュネーヴ湖（英: Lake Geneva）という。漢字で「寿府湖」（旧字体では「壽府湖」）と表記される。
湖水の下流はローヌ川で地中海とつながっている。上流側はドイツ語でロッテン川と呼ばれる。
約15,000年前の氷期の後、ローヌ地方の氷河によって削られてつくられたといわれている淡水湖。ラムサール条約の指定湖沼の一つになっている（指定箇所は東岸のモントルー付近、南岸のエヴィアン＝レ＝バン付近のドランス川、ルドン川などの河口一帯および南西部のジュネーヴ付近のローヌ川に流出する部分）。

## 湖名について
レマン湖の名前は、紀元前50年にはすでに文書の中に見られるが、もともとはギリシア語の「lemanè limnè」または 「lemanos limnè」であった。この名は、紀元前58年にこの地域でヘルウェティイ族と戦争をしたカエサルが、著書『ガリア戦記』においてラテン語で「レマンヌス湖」（lacus Lemannus）という呼称を使ったことによって広まった。また後には「lacu lausonio」（ローザンヌ湖）という名称も使われた。
その後、ジュネーヴが国際的にも知られるようになり、「lac de Genève」「Lake Geneva」（ジュネーヴ湖）も16世紀頃から使われるようになった。その後「lac de Lausanne」（ローザンヌ湖）の名称は消え、サヴォワ地域、ヴォー地域、ヴァレー地域の人々は「lac Léman」（レマン湖）と言う名を採用し今日に至る。「レマン」の名は、この地域の総称で、特に宗教改革の時代「光の世紀（le siècle des Lumières）」や、フランス革命から第一帝政の頃に、ルソーやヴォルテールによって使われ定着した。
現在では、英語、イタリア語、ドイツ語ではジュネーヴ湖（英: Lake Geneva、伊: Lago di Ginevra、独: Genfersee）と言う名称が一般的であるが、日本語ではこの地域の言語のフランス語にのっとって、レマン湖という名前を使うのが一般的である。

## 周辺の都市

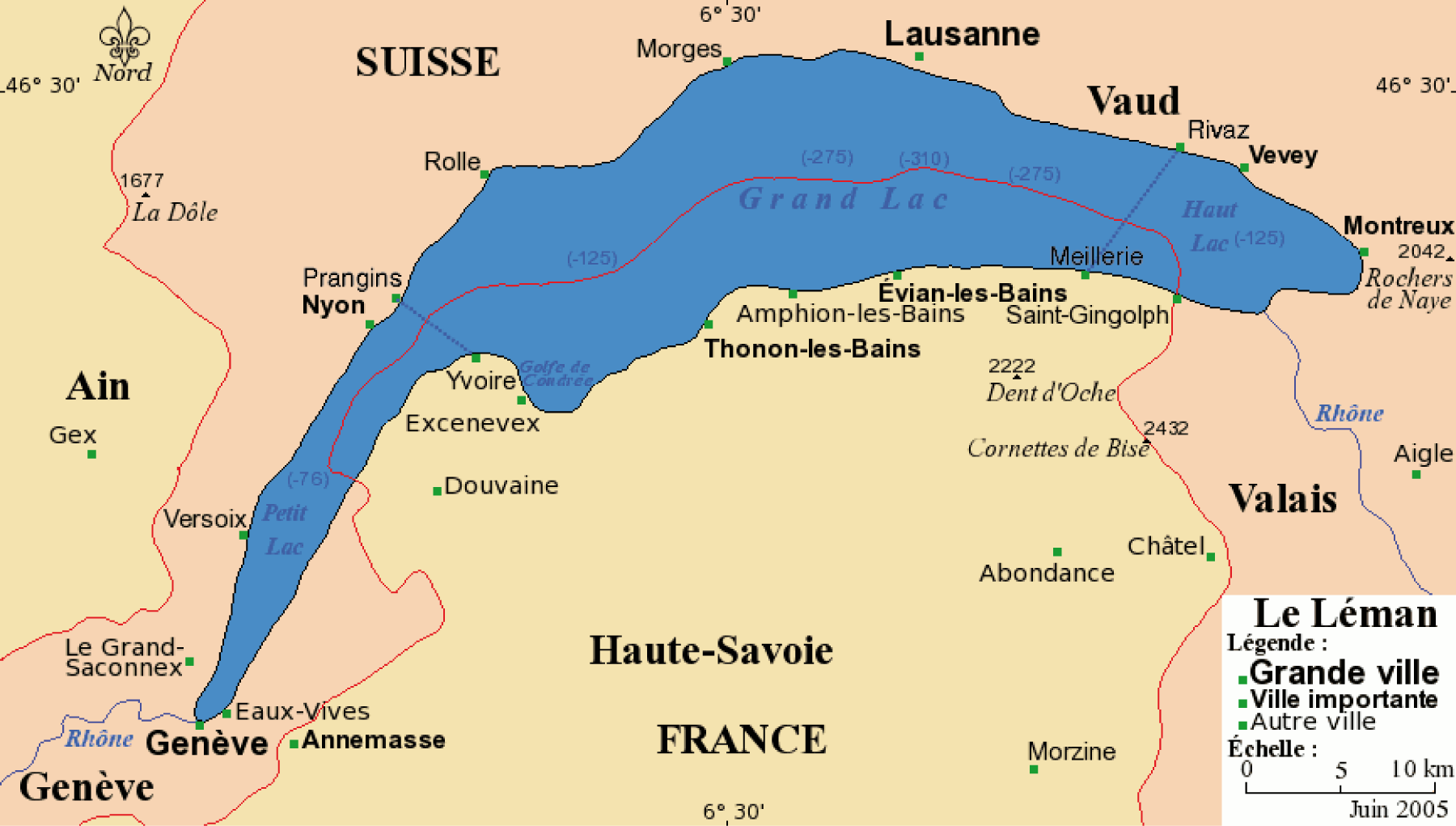
周辺の地図

レマン湖に面している主な都市は下記の通り。
- ジュネーヴ
- ローザンヌ
- ヴヴェイ
- モントルー
- エヴィアン＝レ＝バン（フランス）
- トノン＝レ＝バン

## 観光地
- シヨン城
- イヴォワール（フランス語版）

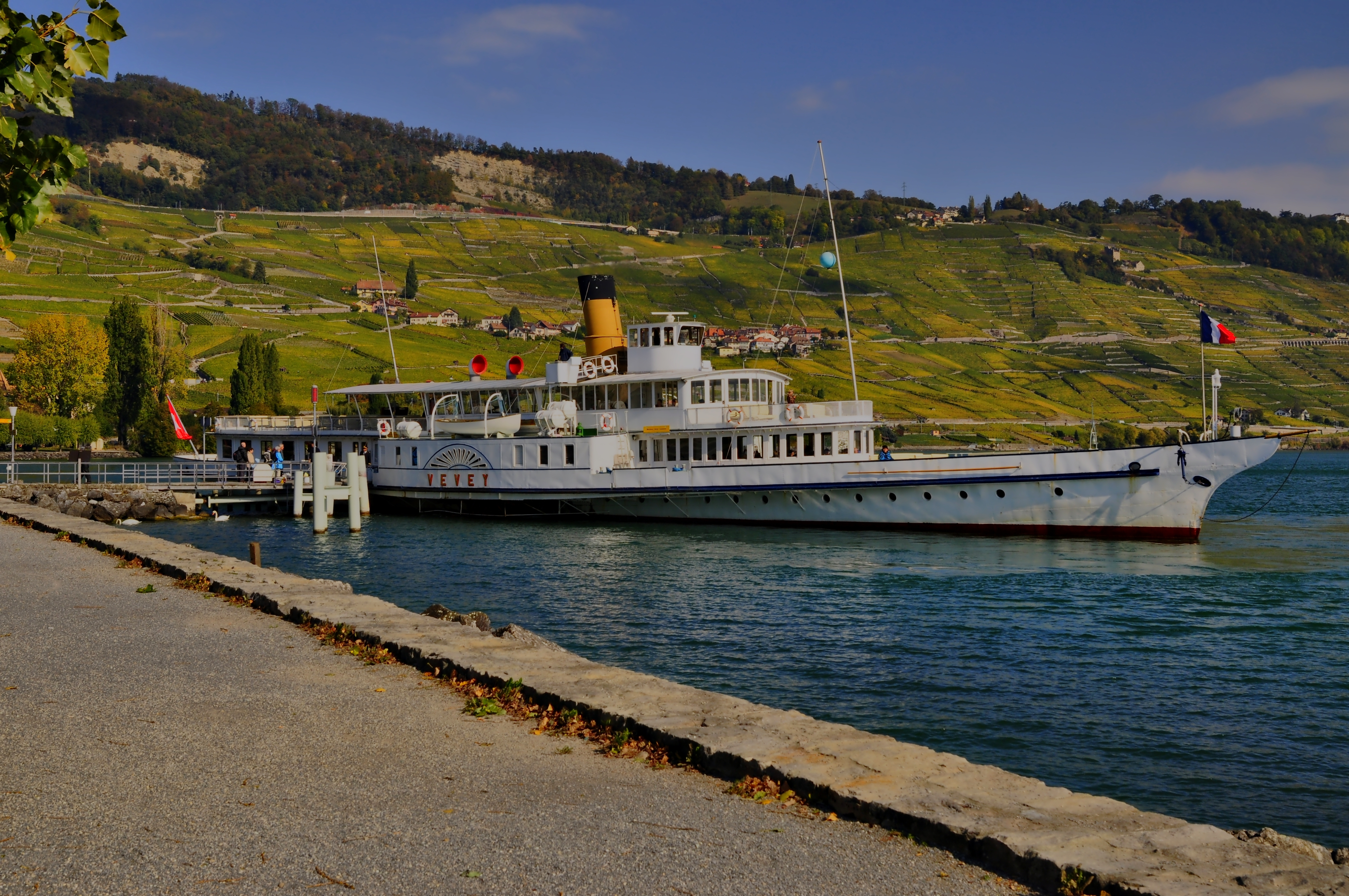
レマン湖遊覧船（CGN）

- 大噴水 (ジュネーブの湖畔にあり140mの高さに達する)

## 郷土料理
- フィレ・ドゥ・ペルシュ ( Filet de Perche ) - パーチ (淡水魚の一種) とポテトのフィッシュ・アンド・チップスが有名。

## 湖底堆積物崩壊による津波

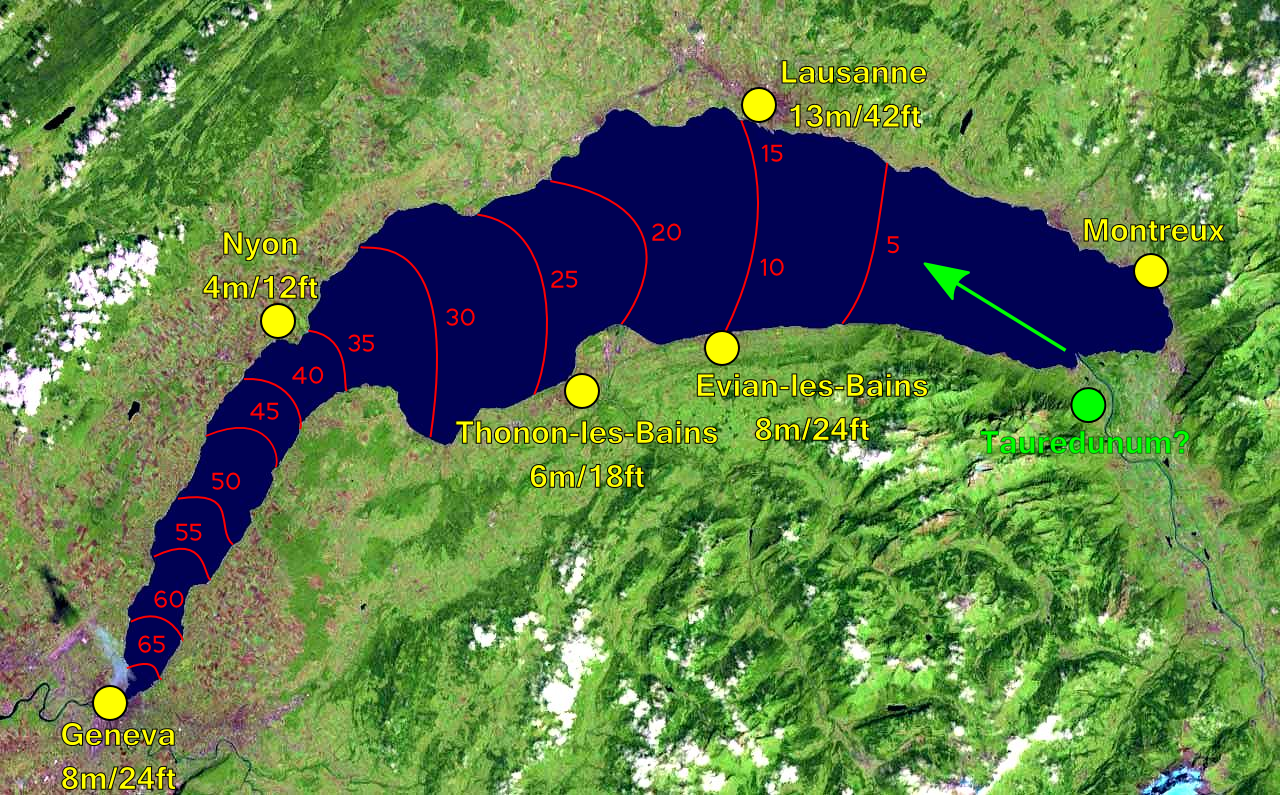
トレデュナム・イベントのシミュレーション

トゥールのグレゴリウスなどの記述では、西暦563年にレマン湖東端からローヌ川を遡ったタウレドゥヌムと呼ばれた地点で大規模な土砂の崩落が起き、レマン湖南西岸のジュネーヴが津波状の水害に襲われたとあるが、その時に地震があったとの記録はない。この災害はタウレドゥヌム・イベントと呼ばれる。
2012年10月28日、ジュネーブ大学の地質学者 は、レーダー機器を用いた調査で、レマン湖の中心・最深部で長さ約10km、幅約5kmにわたり、厚さ平均5mの湖底堆積物の層を発見したと発表した。湖底から採集した試料は放射性炭素年代測定により西暦381年から612年に堆積したものと判明し、タウレドゥヌム・イベントの年代と整合することが確認された。研究結果に基づくシミュレーションによると、ジュネーブは土砂崩落の70分後に高さ8mの津波に襲われたと推定されている。地質学者は湖でも津波は起こりうるとして、再発について警鐘を鳴らしている。

## ギャラリー

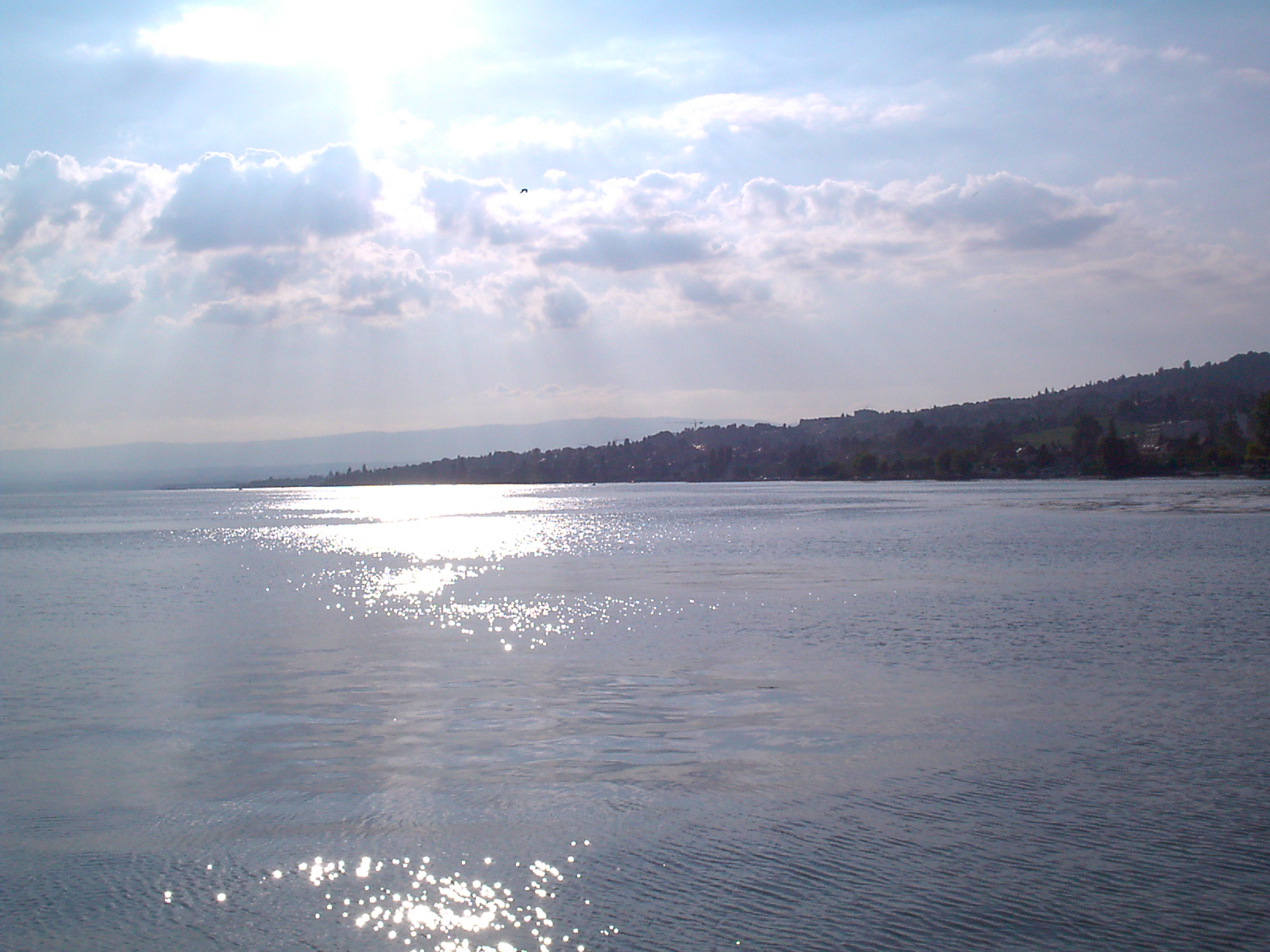
レマン湖の景観
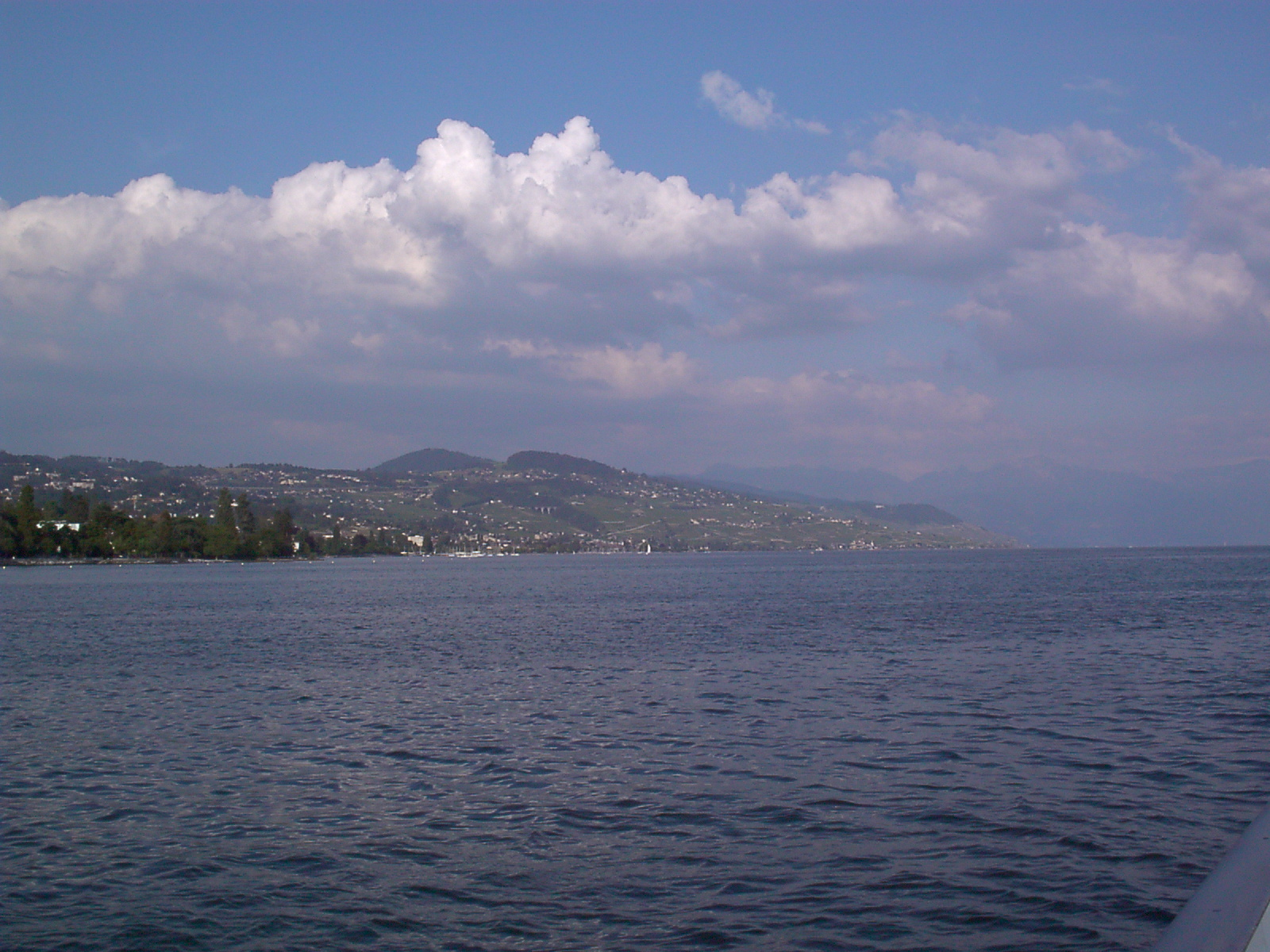
レマン湖の景観
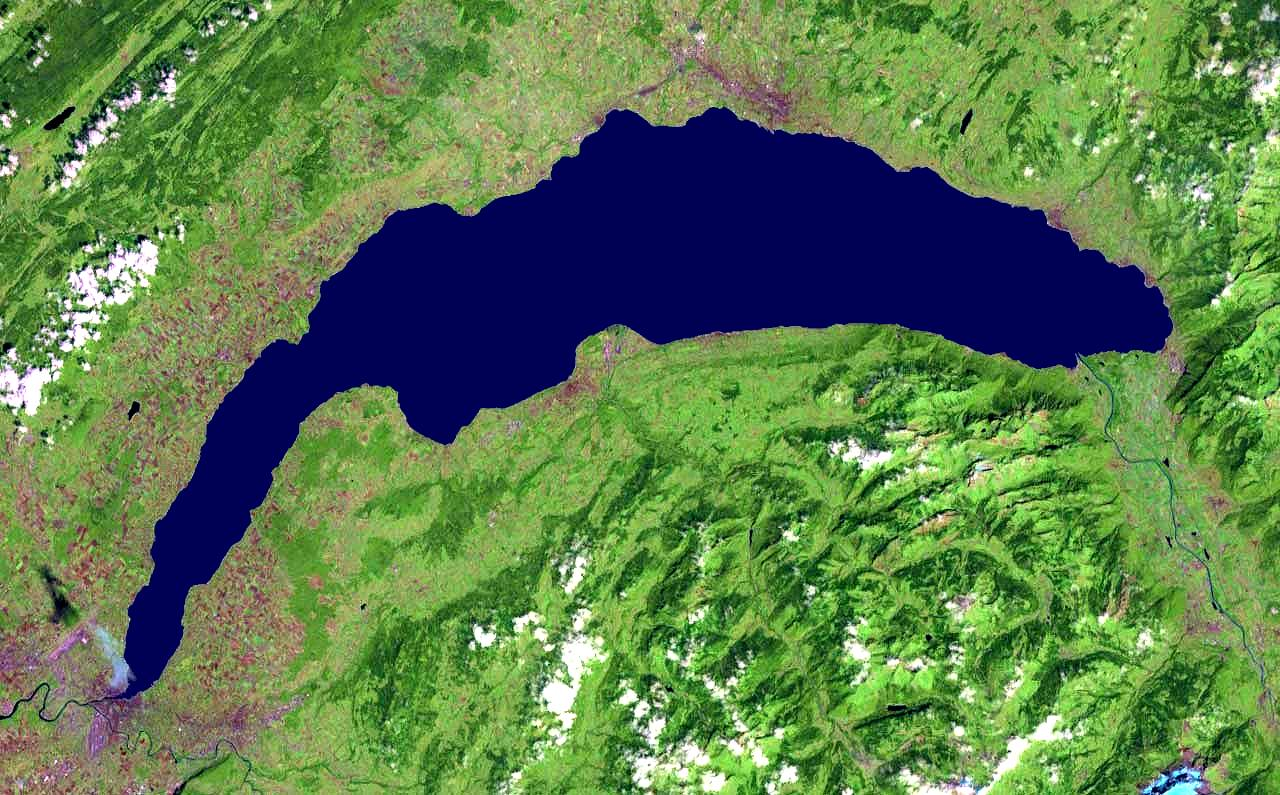
レマン湖の衛星画像